# KLM Cityhopper
KLM Cityhopper (bis 1977 NLM, dann bis 1991 NLM CityHopper) ist eine niederländische Regionalfluggesellschaft mit Sitz in Haarlemmermeer und Basis auf dem Flughafen Amsterdam Schiphol. Sie ist eine Tochtergesellschaft der KLM Royal Dutch Airlines.

## Geschichte

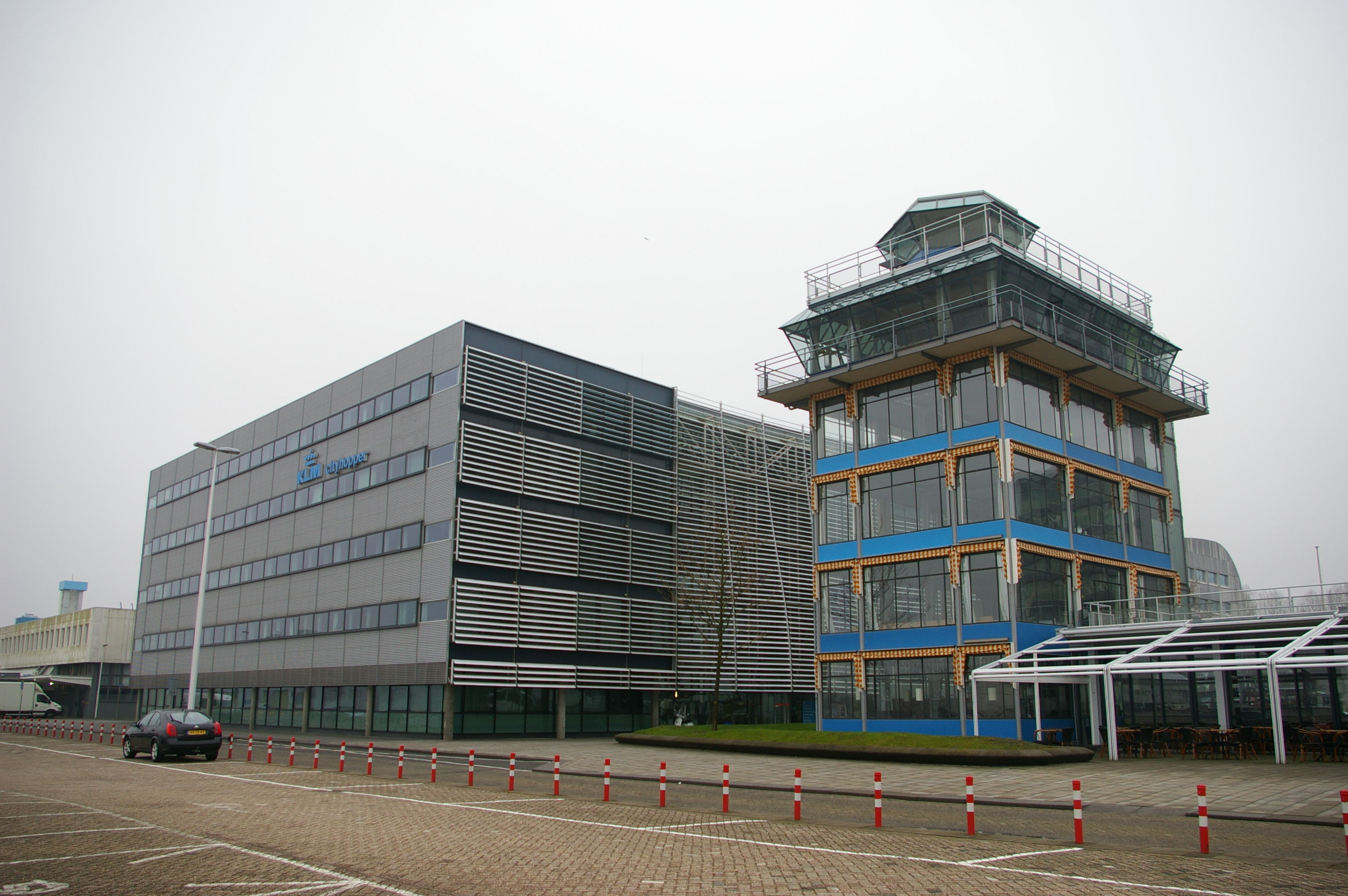
Sitz der KLM Cityhopper in Haarlemmermeer

KLM Cityhopper wurde 1966 als Nederlandse Luchtvaart Maatschappij (NLM) gegründet und nahm am 29. August 1966 mit einer Fokker F-27 den Flugbetrieb innerhalb der Niederlande auf, gefolgt von den ersten internationalen Kurzstrecken im Jahr 1975. Am 3. März 1978 erhielt NLM mit einer Fokker F28 ihr erstes Strahlflugzeug.
Nach der Fusion mit NetherLines im April 1991 erhielt die Gesellschaft ihren heutigen Namen KLM Cityhopper (zeitweise wurde cityhopper klein geschrieben). Nach Ausmusterung der Fokker 70 besteht die Flotte heute nur aus Maschinen des brasilianischen Herstellers Embraer.
Im Jahr 2004 integrierte KLM Cityhopper die britische KLM uk vollständig.
Ende März 2010 verließen die letzten Fokker 50 der KLM Cityhopper die Flotte, im Herbst 2012 folgten die letzten Fokker 100.
Im August 2013 begann die Modernisierung der verbleibenden Fokker 70, die eine neue Kabinenausstattung erhielten. Ende Oktober 2017 wurden auch diese Flugzeuge aus der KLM-Flotte genommen, damit endete nach 97 Jahren die Ära der Fokker-Maschinen bei KLM.

## Flugziele
KLM Cityhopper führt für ihr Mutterunternehmen KLM Royal Dutch Airlines von ihrer Basis in Amsterdam aus zahlreiche Regional- und Zubringerflüge innerhalb Europas einschließlich zahlreicher deutschsprachiger Ziele durch.

## Flotte

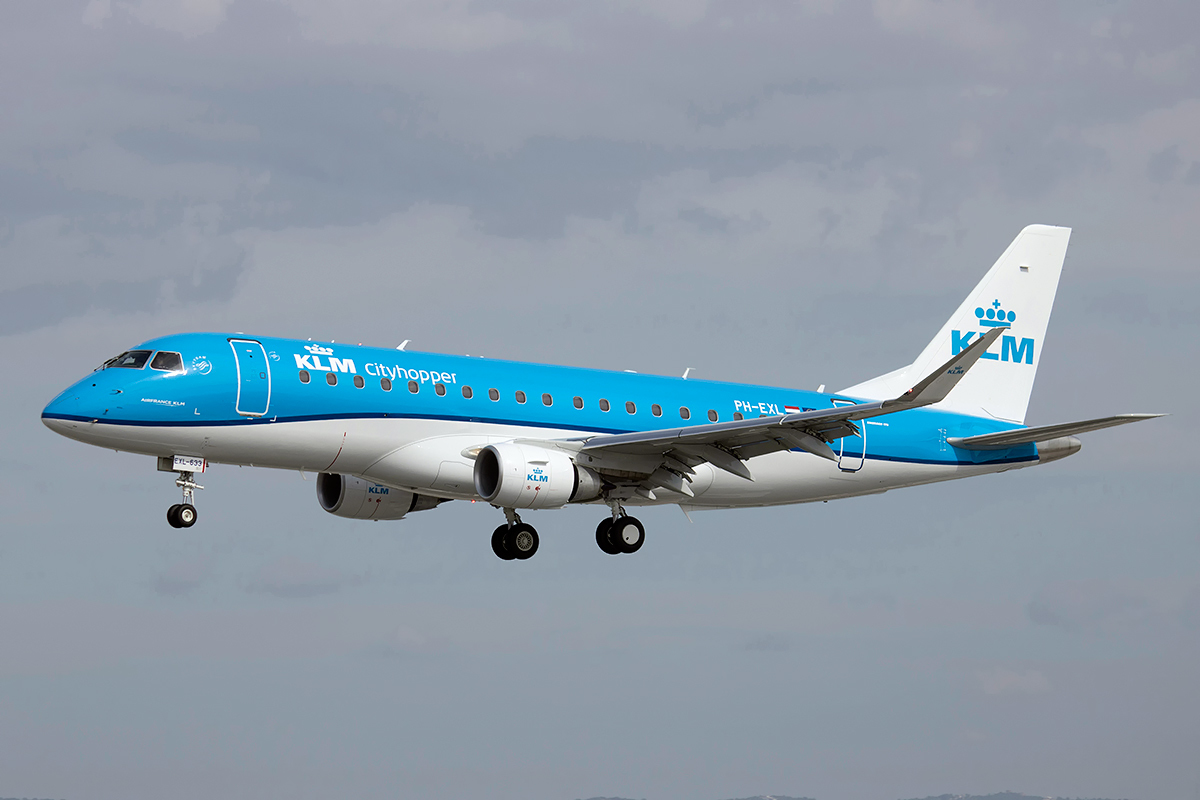
Embraer 175 der KLM Cityhopper

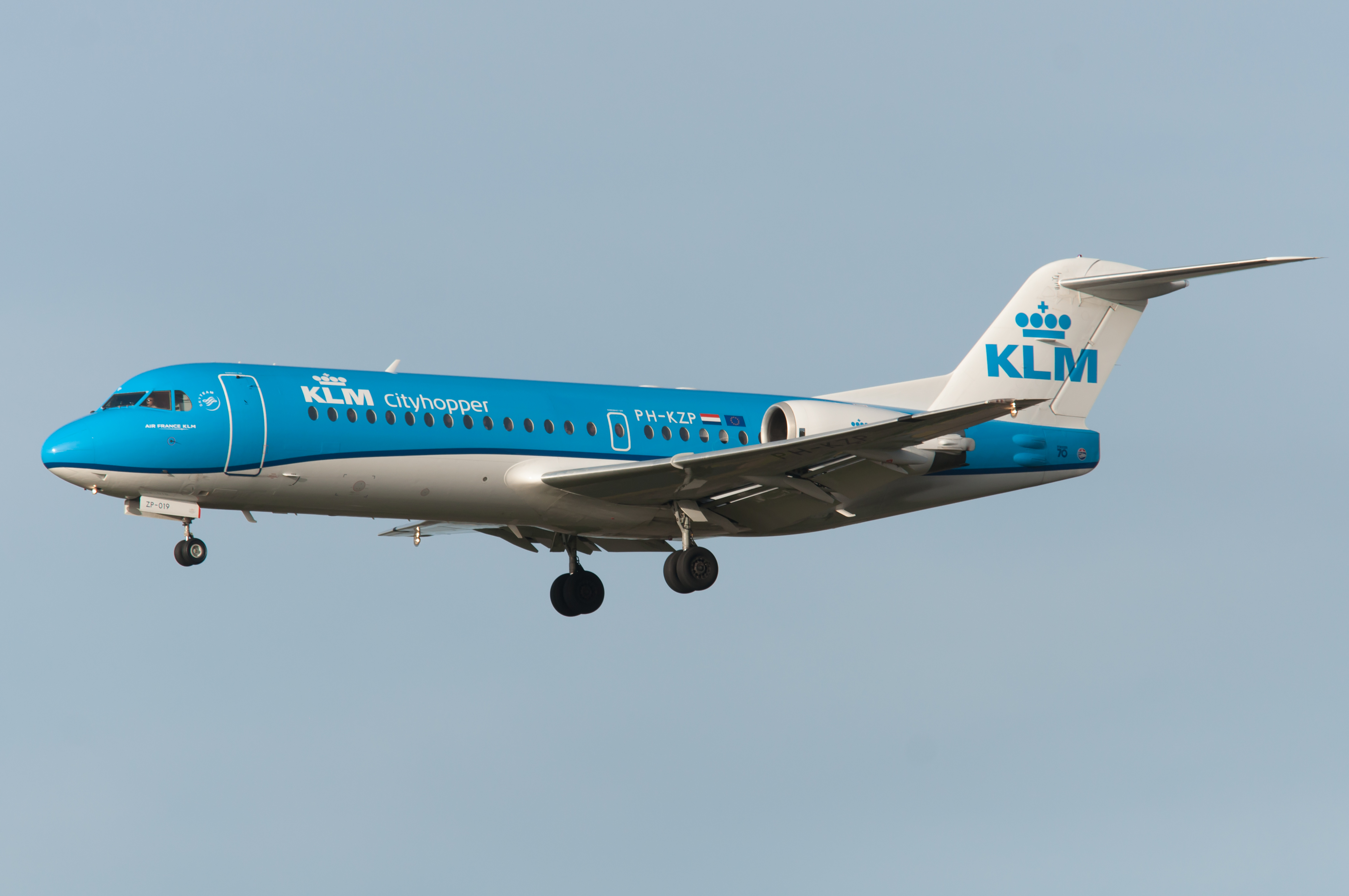
Fokker 70 der KLM Cityhopper

### Aktuelle Flotte
Mit Stand August  2025 besteht die Flotte der KLM Cityhopper aus 67 Flugzeugen mit einem Durchschnittsalter von 8,9 Jahren:
| Flugzeugtyp     | Anzahl | bestellt | Anmerkungen | Sitzplätze (Business/Eco+/Eco) | Durchschnittsalter |
| --------------- | ------ | -------- | --- | ------------------------------ | ------------------ |
| Embraer E195-E2 | 23     | 2        | vier inaktiv | 132 (20/8/104)                 | 02,8 Jahre         |
| Embraer ERJ-175 | 17     |          | | 88 (20/8/60)                   | 08,2 Jahre         |
| Embraer ERJ-190 | 27     |          | zwei inaktiv; Ausmusterung bis 2029 geplant; zwei betreiben durch Eastern Airways, zwei betrieben durch German Airways | 100 (20/8/72)                  | 14,5 Jahre         |
| Gesamt          | 67     | 2        | |                                | 08,9 Jahre         |

### Aktuelle Sonderbemalungen

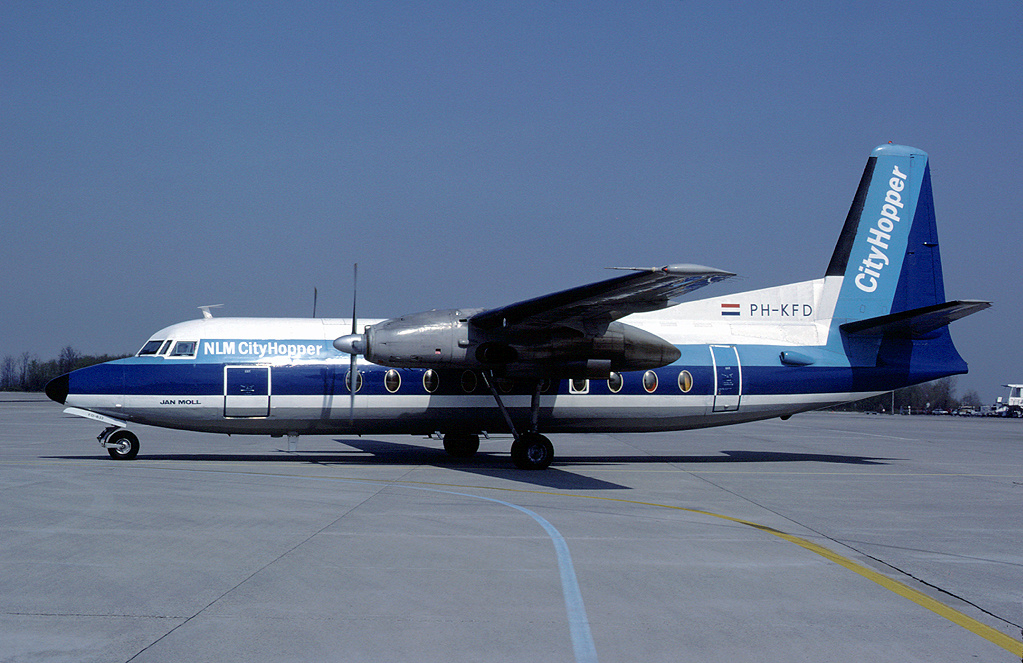
Fokker F-27-200 der NLM CityHopper im Jahr 1984

| Flugzeugtyp     | Luftfahrzeugkennzeichen | Bemalung         | Zeitraum            | Bild |
| --------------- | ----------------------- | ---------------- | ------------------- | --- |
| Embraer E195-E2 | PH-NXM                  | „1700th e-jet“   | seit September 2022 | |
| Embraer ERJ-190 | PH-EZP                  | „Progress Pride“ | seit Juli 2024      | Bild gesucht Die Wikipedia wünscht sich an dieser Stelle ein Bild. Weitere Infos zum Motiv findest du vielleicht auf der Diskussionsseite . Falls du dabei helfen möchtest, erklärt die Anleitung , wie das geht. |
| Embraer ERJ-190 | PH-EZX                  | „SkyTeam“        | seit Mai 2012       | |

### Zuvor eingesetzte Flugzeuge
In der Vergangenheit setzte KLM Cityhopper unter anderem folgende Flugzeugtypen ein:
- Fokker F-27
- Fokker F28
- Fokker 50
- Fokker 70
- Fokker 100
- Saab 340

## Zwischenfälle

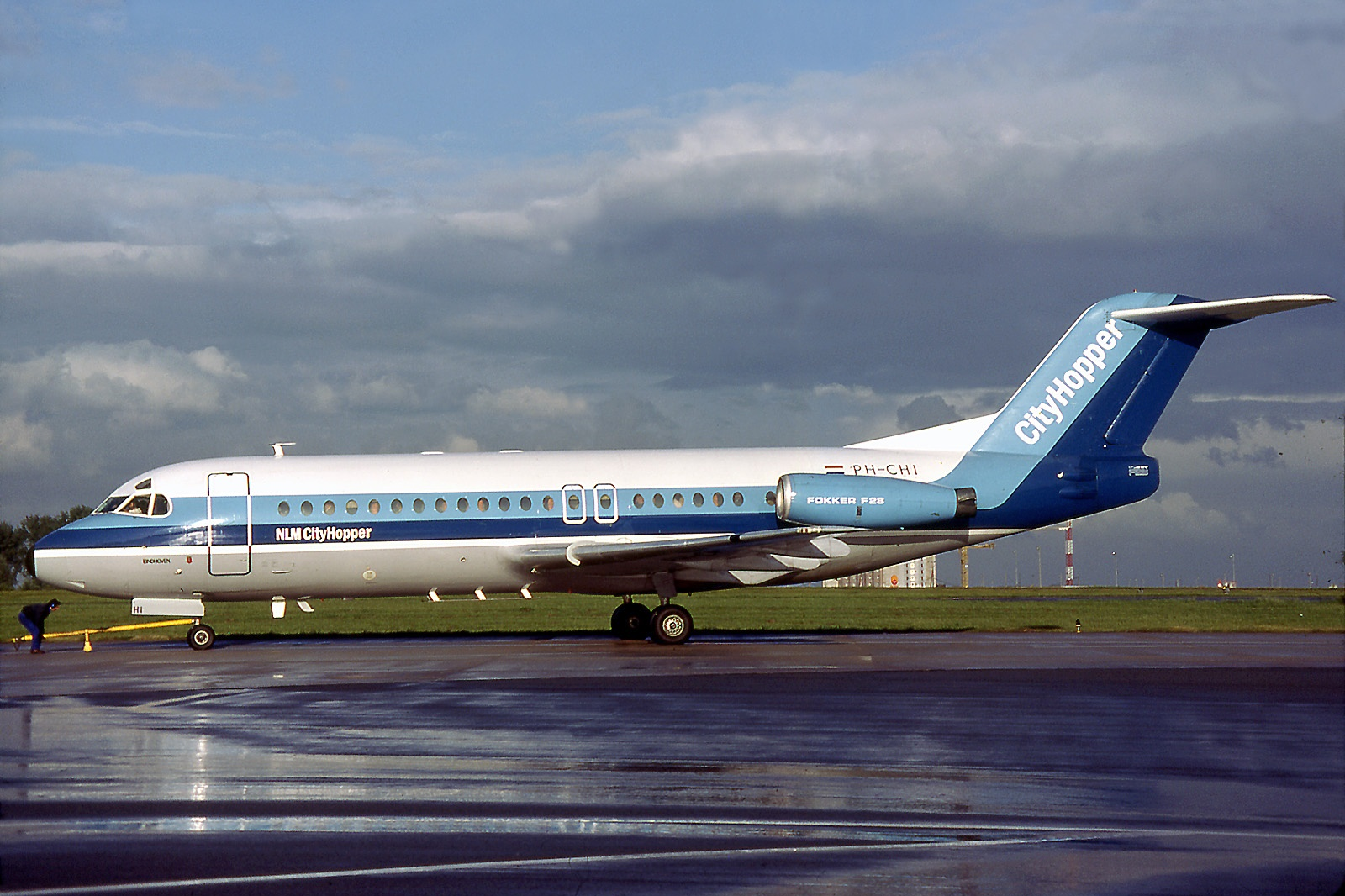
Die im Oktober 1981 abgestürzte
Fokker F-28-4000, Paris-Charles de Gaulle Mai 1981

NLM Cityhopper und KLM Cityhopper verzeichnen in ihrer Geschichte zwei Totalverluste von Flugzeugen, beide mit Todesopfern. Darüber hinaus wurde bei einem weiteren Zwischenfall ebenfalls ein Mensch getötet:
- Am 6. Oktober 1981 geriet eine Fokker F28-4000 (Luftfahrzeugkennzeichen PH-CHI) der NLM Cityhopper auf dem Flug von Rotterdam nach Eindhoven in einen Tornado und stürzte nach Abriss der rechten Tragfläche nahe Moerdijk ab. Alle 17 Personen an Bord starben (siehe auch NLM-Cityhopper-Flug 431).[13]

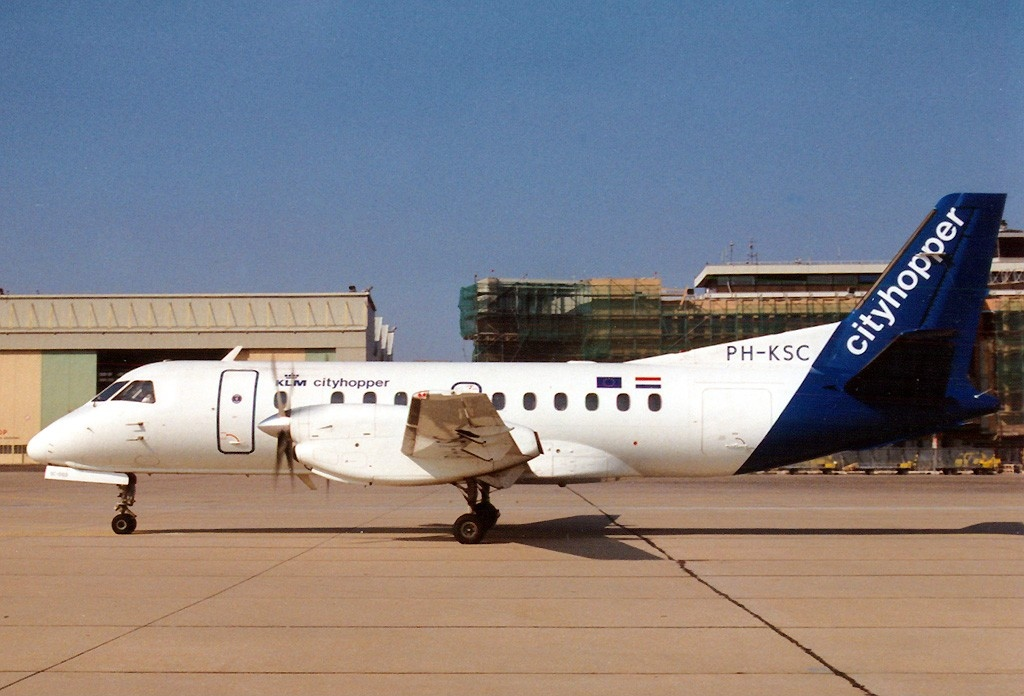
Saab 340 KLM CityHopper, baugleich mit der 1994 verunglückten

- Am 4. April 1994 stürzte eine Saab 340B (PH-KSH) beim Durchstarten auf dem Flughafen Amsterdam Schiphol ab. Die Maschine war auf dem Weg von Amsterdam nach Cardiff, als eine Kontrollleuchte des Triebwerköldrucks aufleuchtete. Noch bevor der Erste Offizier die Checkliste konsultierte, fuhr der Kapitän das rechte Triebwerk in den Leerlauf. Nach dem Durchgehen der Checkliste wurde beschlossen, den Flug fortzusetzen, der Kapitän vergaß jedoch, das heruntergefahrene Triebwerk wieder zuzuschalten. Auf einer Flughöhe von 17.000 Fuß war die Leistungsgrenze der Maschine erreicht und sie stieg nicht mehr weiter. Da sie einen Defekt vermuteten, kehrten die Piloten nach Amsterdam um. Als sich der Kapitän zu einem Durchstarten entschied, rollte die Maschine unmittelbar vor der Landebahn nach rechts und stürzte ab. Dabei kamen drei Personen ums Leben; 9 Insassen wurden verletzt. Grund war das Fehlverhalten der Piloten, welche den Propeller des vermeintlich beschädigten Triebwerks nicht in Segelstellung brachten (siehe auch KLM-Flug 433).[14]

- Am 29. Mai 2024 starb auf dem Vorfeld des Flughafens Amsterdam Schiphol eine Person, weil sie in das laufende Triebwerk einer Embraer 190 der KLM Cityhopper (PH-EZL) gesogen wurde (siehe auch KLM-Flug 1341).[15][16]

## Trivia
- Der niederländische König Willem-Alexander fliegt regelmäßig als Copilot bei KLM. Bis zu ihrer Zeit flog er mit Fokker 70 bei KLM Cityhopper, aufgrund der Ausmusterung derer im Oktober 2017 schulte er auf Boeing 737 um.[17]